# داني ديفين (لاعب كرة قدم)
داني ديفين (بالإنجليزية: Danny Devine)‏ هو لاعب كرة قدم بريطاني في مركز الوسط، ولد في 4 سبتمبر 1997 في برادفورد في المملكة المتحدة. لعب مع برادفورد سيتي.

## وصلات خارجية
- داني ديفين (لاعب كرة قدم) على موقع قاعدة بيانات كرة القدم.إي يو (الإنجليزية)
- داني ديفين (لاعب كرة قدم) على موقع Soccerway.com (الإنجليزية)